# KMess
KMess é um cliente para a rede de serviços .NET Messenger Service. Ele permite que seus usuários conversem através da rede .NET Messenger Service, da mesma maneira como ela é utilizada pelo Windows Live Messenger ou o Microsoft Messenger para Mac. As vantagens do KMess são a sua integração com o K Desktop Environment, seu foco em características e funcionalidades especificas do Windows Live Messenger, além de possuir uma interface fácil de usar.
Como muitas distribuições Linux e outros aplicativos do KDE, o KMess é um software livre e licenciado sob a licença GNU GPL.

## Versões históricas
O último lançamento projetado para o KDE 3 é o da versão 1.5.2.
Ele suporta recursos básicos, disponíveis no MSN Messenger até sua versão 7.5, incluindo emoticons personalizados, winks, e transferências rápidas de ficheiros.
A série 1.x foi encerrada, e não receberá nenhum lançamento posterior, pois o KDE 3 deve ser substituído pelo KDE 4, já sendo a versão mais utilizada do ambiente.

## Características

### Interoperabilidade
Para interoperabilidade com outros clientes mensageiros, as seguintes características são mantidas:
- Imagens de exibição
- Transferência rápida de ficheiros com suporte a previsão (conexões diretas)
- Suporte a emoticons da MSN, além de emoticons personalizados
- Cores e fontes de texto configuráveis
- Formatação de texto compatível com o Messenger Plus! Live
- Mensagens pessoais
- Suporte à função "O que estou ouvindo" para diversos tocadores de áudio[3]
- Conversas invisíveis e offline
- Suporte ao Live Mail da Microsoft, com notificações e contadores de novos e-mails, além de ligações diretas para a caixa de entrada
- Chamar atenção e winks
- Suporte para mensagens manuscritas

## Recursos
O objetivo principal do projeto é oferecer recursos específicos do protocolo do Windows Live Messenger para utilizadores da plataforma GNU/Linux, anunciando-se com a legenda de "o melhor cliente WLM para Linux".

### Implementados

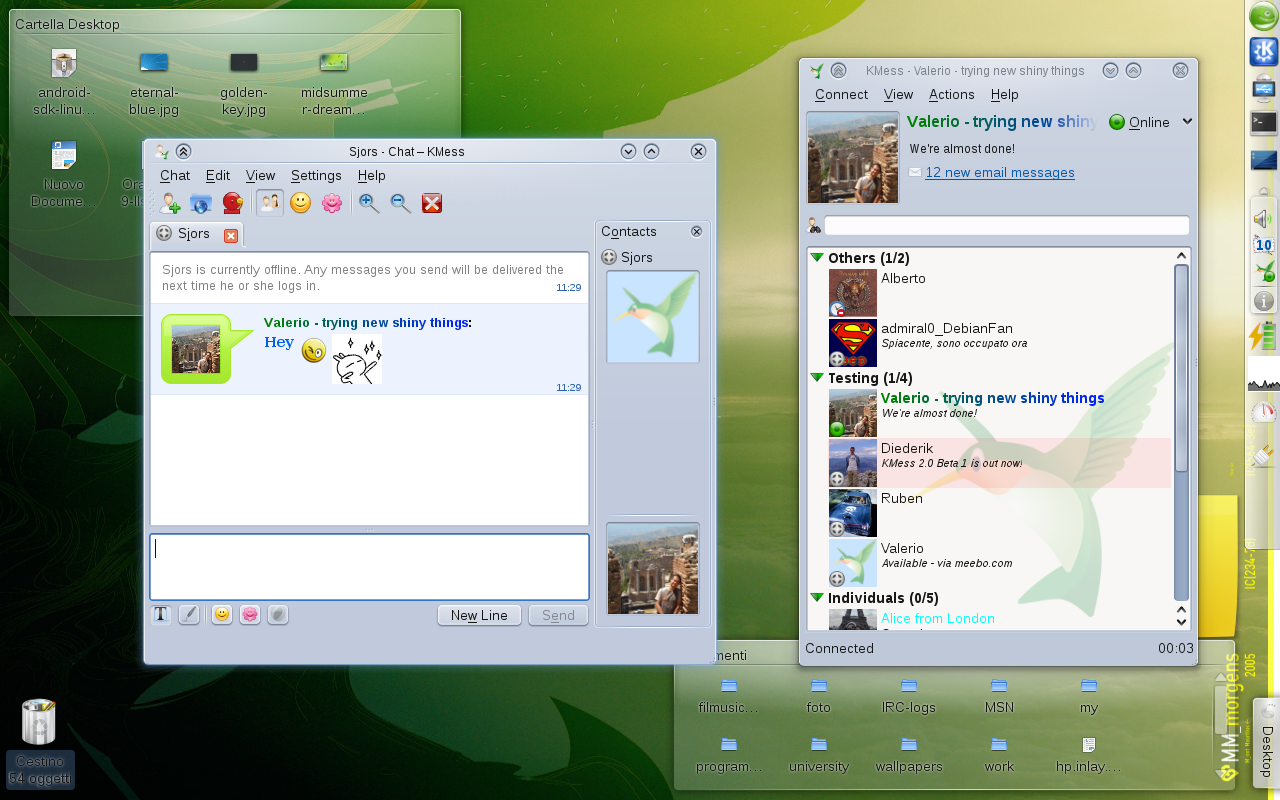
Ambiente de trabalho KDE 4.3, demonstrando a lista de contatos e janelas de conversa

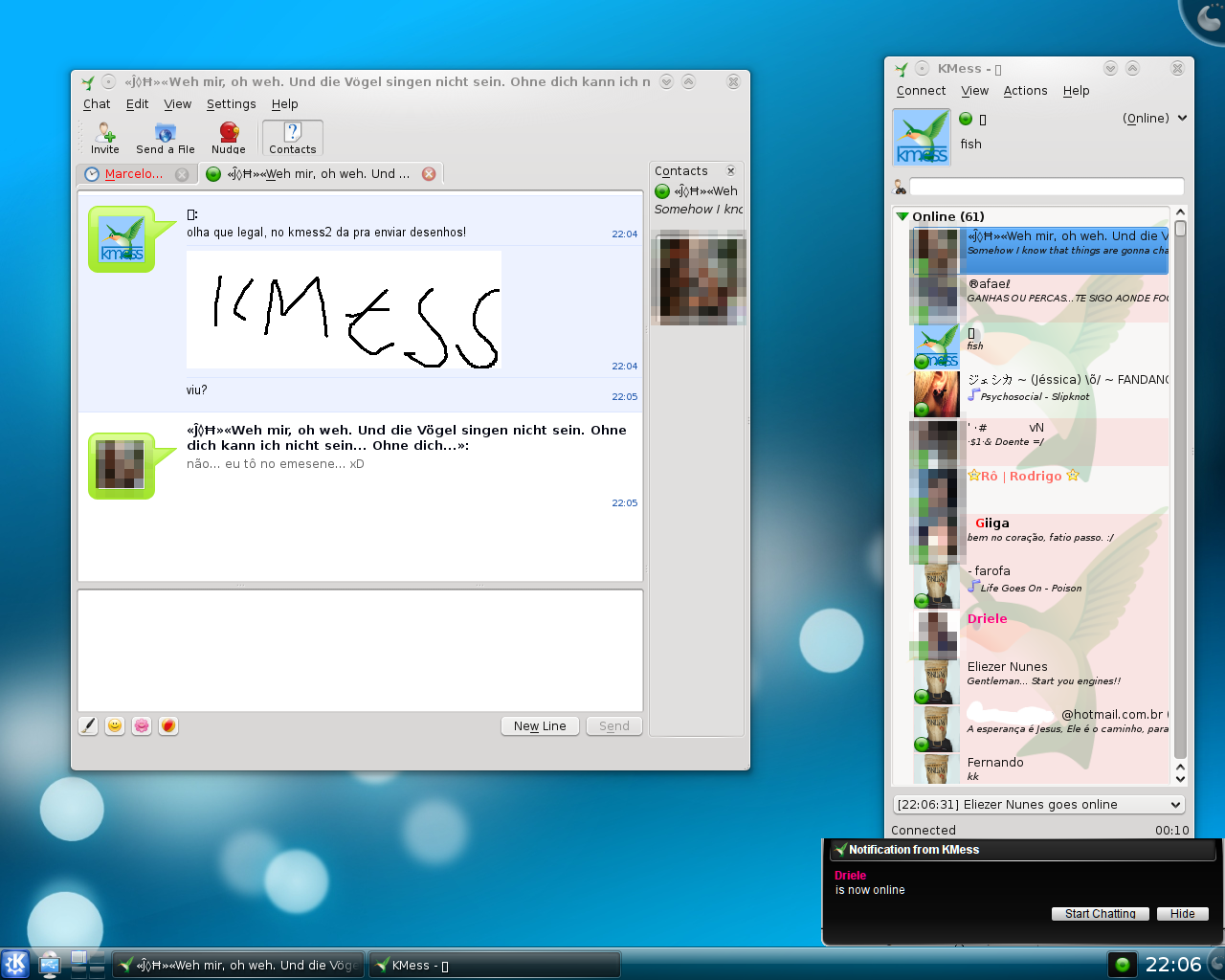
Área de trabalho KDE 4.2.1 mostrando a janela principal do KMess-svn e notificações

O KMess está atualmente na versão 2, que contém diversas funcionalidades, destacando-se entre elas:
- Integração com o KDE 4
- Conversações em aba
- Conversas em grupo
- Configurações para transferência de arquivos
- Transferências de arquivo rápidas, com suporte a previsões de arquivos
- Suporte a todos os emoticons padrão do MSN e também emoticons personalizados
- Configurações de fonte e cores de texto
- Mensagens pessoais
- Suporte ao "O que estou ouvindo" compatível com vários tocadores de áudio
- Mensagens offline
- Suporte ao Live Mail da Microsoft, com contagem de e-mails, notificações de recebimento de novos e-mails, e ligação direta para a caixa de entrada do usuário
- "Chamar Atenção" e envio/recebimento de "Winks"
- Implementação dos diálogos "Obter Novidades" do KDE
- Suporte a mensagens manuscritas
- Conversação invisível
- Suporte aos formatos de texto do Messenger Plus Live
- Diversas outras opções requisitadas, como navegação através dos históricos, salvar avatar dos contados...

### Planejados
O lançamento da versão 2.1 deve focar-se nos multimeios. As melhorias deste lançamento incluem:
- Temas completos
- Conversas utilizando vídeo de Webcams
- Conversações por áudio
- Clipes de voz
- Sistema de suporte a extensões
- Ainda mais configurações para o envio de ficheiros

Para uma lista completa do planejamento do KMess visite a Página de Acompanhamento do Projeto do KMess (em inglês).